# Jaja
Jaja ou Gaga (Kaka) foi a primeira capital do Império de Bornu logo após o estabelecimento do Estado pelos sefauas no século XIV com sua expulsão de Canem.

## História
Nos anos 1380, a corte sefaua de Anjimi, então capital do Império de Canem, migrou à Jaja devido a guerra com os bulalas, e ela tornar-se-ia o novo centro político. É incerta sua localização exata, mas se sabe que estava na região de Bornu. Os maís (reis), entretanto, por estarem em contante atrito com a população local, logo tiveram que abandonar Jaja e mudaram de capital constantemente até que, em 1472, estabeleceram-se permanentemente em Birni Gazargamo.
De acordo com Ibne Saíde Almagribi, antes de tornar-se capital, foi sede de um reino ao qual cidades e vilas estavam subordinadas. Ele descreveu-a como fértil e rica em coisas boas à vida e afirmou que havia pavões, papagaios, girafas, galinhas salpicadas e ovelhas malhadas do tamanho de pequenos burros, mas diferentes daquelas do mundo árabe. É possível que ela estivesse nas imediações do rio Iobe e desde a década de 1960 propôs-se que que possa estar no sítio de Garumelé, no Níger.